# Gorzuchowo (województwo wielkopolskie)
Gorzuchowo (niem. Seeheim) – wieś w Polsce położona w województwie wielkopolskim, w powiecie gnieźnieńskim, w gminie Kłecko.
W latach 1975–1998 miejscowość administracyjnie należała do województwa poznańskiego.

## Historia
Najstarsza wzmianka dotycząca Gorzuchowa pochodzi z 1388 roku. W 1520 r. wieś oddawała dziesięcinę do kościoła w Modliszewku. W 1872 r. wykopano tu "skarby" pochodzące z czasów pierwszych Piastów. Właścicielami Gorzuchowa w 1761 r. byli bracia Szeliscy, którzy oskarżyli 10 kobiet o uprawianie czarów, z których najmłodsza miała trzynaście lat. Wyrokiem sądu z Kiszkowa 30.IX.1761 r. skazano je na stos. Wyrok został wykonany pod lasem "Kuś", pomiędzy Gorzuchowem a Wilkowyją. Był to jeden z ostatnich tego rodzaju procesów. W 1776 r. Sejm zakazał sądzenia za czary. Obecnie w pobliżu miejsca stracenia, na wzgórzu zwanym "Kuś", stoi pomnik zielarki.

## Legenda
Z procesem z 1761 roku związana jest legenda, która głosi, że z jedna z kobiet tuż przed śmiercią rzuciła klątwę na Kiszkowo. Według niej miasto miało na powrót zostać wsią i stracić swą nazwę. Klątwa ta spełniła się, gdyż Kiszkowo pod koniec XIX w. utraciło prawa miejskie, a władze niemieckie zmieniły nazwę na Welnau.